# Crucifixión con dos donantes (El Greco)
Crucifixión con dos donantes o Cristo crucificado con dos donantes es una pintura de Doménikos Theotocópuli, conocido como el Greco, realizada hacia 1590. En la actualidad se conserva en el Museo del Louvre, en París.

## Introducción
Cabe distinguir entre la iconografía de Cristo en la cruz —sólo con la figura de Jesús— y la de la crucifixión, en la que también aparecen otras figuras, De este segundo tema, el Greco realizó cuatro variantes, bastante diferentes entre sí. El presente lienzo conforma la primera de ellas, en la que figuran dos donantes al pie de la Cruz.
Este lienzo fue encargado al Greco por uno de los dos personajes retratados a los pies de la cruz. En principio se creyó que los retratos de los donantes correspondían a los hermanos Diego y Antonio de Covarrubias. Hoy se cree que la figura de la izquierda correspondería a Dionisio de Melgar —canónigo del convento de las Jerónimas— quien habría realizado el encargo. Se desconoce la identidad del otro personaje, habiéndose propuesto a varios vecinos de Toledo, como Blas de Fuentechada o Pablo Rodríguez de Belalcázar, pero no hay consenso al respecto.Estas figuras deben ser los primeros retratos realizados por el Greco en España. Se ha señalado cierta incongruencia entre sus imágenes  —naturalistas y un tanto rechonchos—  con la estilizada figura de Jesús.

## Análisis de la obra

### Datos técnicos y registrales
- París, Museo del Louvre, n º. de catálogo: RF 1713;[5]
- Pintura al óleo sobre lienzo:
- Dimensiones: 250 x 180 cm, según Wethey (260 x 171 cm, según el Museo)
- Datación: ca 1580, según Wethey (ca.1590 según, el Museo)
- En el titulus, en la parte superior de la cruz: inscripción en caracteres hebreos, griegos y romanos
- Firmado con letras griegas mayúsculas, en el pie de la Cruz: ΔΟΜΗΝΙΚΟΣ ΘΕΟΤΟΚΟΠIΣ (sic) (E'ΠOΙEI ininteligible)
- Consta en el catálogo razonado de Wethey con el n º. 74, y en el de Tiziana Frati con la referencia 56.[6]

### Descripción de la obra
Cristo está representado aún vivo, con su rostro ladeado hacia su derecha, y la mirada dirigida a un punto fuera del cuadro. Su figura tiene una proporción alargada —de canon manierista— y está iluminada de una forma que acentúa su naturaleza divina. El perizonium ligeramente caído y los tres clavos contribuyen a dar a su figura una forma serpentinata, ya que al montar un pie sobre el otro, la cadera se desplaza forzando la postura.
Los retratos de ambos donantes son admirables. El de la derecha es un noble, ataviado a la moda del Toledo del siglo XVI, que parece actuar como testigo de la escena. El de la izquierda es un clérigo con sobrepelliz, que junta sus manos en oración. Es notable el contraste entre sus manos —de modelado firme y fundido— y la trasparencia del sobrepelliz, realizado con pinceladas de varias direcciones u materia muy densa.
La ausencia de paisaje está compensada por un celaje oscuro, que acentúa la luminosidad del cuerpo de Jesúa. La bóveda celeste aparece rasgada, con una contorsión de nubes crepusculares, evocando la tiniebla de la crucifixión.

## Procedencia
- Jerónimas de la Reina, Toledo; hasta 1835-36;
- Probablemente, adquirida por el Barón Taylor;
- Galería española del Louvre; 1838;
- Luis Felipe I. de Francia; quien la vendió en Londres el año 1853;
- Isaac Pereire, París 1863;
- Isaac Pereire lo dona al tribunal de Justicia de Prades;
- Ingresa en el Museo del Louvre el año 1908.[10]